# 해바라기 작전
해바라기 작전(Operation Sonnenblume)은 1941년 2월 6일부터 1941년 5월 25일까지 제2차 세계 대전의 서부 사막 전역에서 일어난 독일군의 군사 작전으로 이집트, 리비아에서 진행되었다.
이탈리아군은 1940년 9월 13일에 이집트를 침공했지만 영국군의 반격으로 인해 많은 병사들과 장비를 잃었고 영국군이 리비아를 침공하는 빌미를 마련하게 된다. 한편 독일의 아돌프 히틀러 총통은 리비아의 상실이 이탈리아의 추축국 이탈을 초래할 것으로 판단하고 독일군을 리비아로 파병하여 위기를 미연에 방지하려고 했다.
1941년 2월 12일 에르빈 롬멜을 지휘관으로 하는 독일의 아프리카 군단이 이탈리아군을 지원하기 위해 리비아로 파병되었다. 아프리카 군단의 임무는 리비아 방어에 있었지만 영국군을 정찰한 롬멜은 영국군의 전력이 저하되고 보급에서는 부담을 갖고 있다고 판단했고 원래의 명령을 무시한 공격을 결심하게 된다. 아프리카 군단의 전력은 제15장갑사단, 제5경사단 2개 사단에 불과했지만 원래의 목적이 리비아 방위였기 때문에 독일군은 제한적인 전력만 파병했다.
1941년 3월 11일 제5경사단 전차 부대가 트리폴리에 상륙했다. 원래 아프리카 군단의 모든 부대는 1941년 5월에 리비아에 도착할 계획이었지만 롬멜은 병력 증원을 기다리지 않고 3월 24일에 연합군을 상대로 대대적인 공격을 개시했다. 특히 사막의 모래바람을 이용해서 적은 병력이 큰 병력처럼 보이게 했다. 독일군이 5월에 도착한다는 정보를 얻고 있던 영국군은 독일군의 기습 공격에 당황했다. 독일군의 대규모 공세로 착각한 영국군은 후방 지역까지 후퇴했다. 독일군은 부대를 3등분했고 4월 4일에는 벵가지, 4월 7일에는 데르나, 4월 10일에는 투브루크까지 진격했다.